# Championnat de France féminin de rugby à XIII
Pour les articles homonymes, voir Championnat de France de rugby féminin.
 (août 2025).
Le championnat de France de rugby à XIII féminin est une compétition annuelle mettant aux prises les meilleurs clubs semi-professionnels ou amateurs féminins de rugby à XIII en France. Créé en 2000, il est organisé par la Fédération française de rugby à XIII.
Il est d'un format évolutif ; fin des années 2010, il comprend deux divisions (Élite 1 et Division Nationale) et un championnat pour les moins de dix-sept ans. À partir de la saison 2022-2023, il comprend deux poules, une poule « haute  » et une poule « basse ».

## Histoire
Le Rugby à XIII Féminin a presque 20 ans aujourd’hui[Quand ?]. Son évolution a toujours tenu compte des désirs et des besoins des filles qui l’ont pratiqué mais des faibles moyens qui leur sont alloués, et d'une sous-médiation à un degré plus élevé que celle de leurs homologues masculins.
Au milieu des années 1980, la pratique loisir du Rugby à XIII sous la forme du Mini XIII « à toucher » a séduit un public féminin désireux de s’adonner à cette activité ludique. Les filles se retrouvent alors au cours de tournois et jouent avec des équipes de 7, le « toucher » se substituant au placage. Ainsi, des équipes se créent à Nantes, Paris, Toulouse, Ayguesvives, Limoux, Montpellier, La Salvetat et ailleurs……
Rapidement le mouvement prend forme et se structure. Un calendrier de tournoi est mis en place et la pratique s’organise avec l’aide de la fédération.
Rapidement, le problème du placage émerge et les discussions entre les adeptes du jeu à « toucher » et ceux du jeu à « plaquer » s’enflamment. Le jeu à « ceinturer » sert d’étape transitoire, mais la logique du jeu l’emporte et finalement, les filles optent pour la pratique du Rugby à XIII à plaquer. Les équipes sont toujours constituées de 7 joueuses et une compétition sous forme de tournois est officialisée.
Le match entre une sélection française et Halifax à Charléty en lever de rideau de la finale du championnat Élite Toulouse / St Estève le 20 mai 2000 sert de détonateur. En effet, au-delà de la victoire sans appel des Françaises par 40 à 0, l’important fut que le match ait été disputé à treize contre treize et à plaquer. Dès lors, les filles se tournent résolument vers la pratique codifiée du Rugby à XIII.
Le premier championnat de Rugby à XIII Féminin débute lors de la saison 2000-2001.
L'édition 2019-2020, d'abord suspendue courant mars, est finalement annulée par la Fédération française de rugby à XIII, le 15 avril 2020, en raison de la pandémie de maladie à coronavirus. Par conséquent, le titre n'est pas attribué et la saison est officiellement considérée comme « blanche », selon l'instance fédérale.

## Palmarès
| Année | Vainqueur                                               | Finaliste                                               |
| ----- | ------------------------------------------------------- | ------------------------------------------------------- |
| 2001  | AS Pujols XIII                                          | Avignon                                                 |
| 2002  | AS Pujols XIII                                          | Avignon                                                 |
| 2003  | AS Pujols XIII                                          | Avignon                                                 |
| 2004  | AS Pujols XIII                                          | XIII Provençal                                          |
| 2005  | XIII Provençal                                          | AS Pujols XIII                                          |
| 2006  | pas de titre                                            |                                                         |
| 2007  | AS Pujols XIII                                          | XIII Provençal                                          |
| 2008  | Toulouse Ovalie                                         | XIII Provençal                                          |
| 2009  | Toulouse Ovalie                                         | AS Pujols XIII                                          |
| 2010  | AS Pujols XIII                                          | Toulouse Ovalie                                         |
| 2011  | AS Pujols XIII                                          | Marseille XIII                                          |
| 2012  | Marseille XIII                                          | Toulouse Ovalie                                         |
| 2013  | Facture-Biganos                                         | Toulouse Ovalie ou AS Pujols XIII                       |
| 2014  | Facture-Biganos                                         | Toulouse Ovalie                                         |
| 2015  | Facture-Biganos                                         | Toulouse Ovalie                                         |
| 2016  | Biganos XIII                                            | Toulouse Ovalie                                         |
| 2017  | Toulouse Ovalie                                         | Saint-Estève XIII catalan                               |
| 2018  | Toulouse Ovalie                                         | Lyon-Villeurbanne-Vaulx-en-Velin XIII                   |
| 2019  | Toulouse Ovalie                                         | Déesses catalanes                                       |
| 2020  | Épreuve annulée en raison de la pandémie de coronavirus | Épreuve annulée en raison de la pandémie de coronavirus |
| 2021  | Épreuve annulée en raison de la pandémie de coronavirus | Épreuve annulée en raison de la pandémie de coronavirus |
| 2022  | Lescure-Arthès                                          | Déesses catalanes                                       |
| 2023  | Déesses catalanes                                       | Lescure-Arthès                                          |

## Médias
Ce championnat est couvert par la presse régionale française, plus précisément dans certaines éditions régionales de journaux tels que La Dépêche du Midi et L'Indépendant. Le site internet Treize Mondial le suit également, la presse étrangère lui consacrant parfois quelques articles comme la rubrique « Treiziste Diary » de Rugby League World. Quelques matchs sont parfois filmés et diffusés sur les réseaux sociaux.